# Martial Célestin
Martial Lavaud Célestin (Ganthier, 4 ottobre 1913 – Port-au-Prince, 4 febbraio 2011) è stato un politico haitiano.
Avvocato, fu nominato Primo Ministro di Haiti dal Presidente Leslie Manigat nel febbraio del 1988 secondo la costituzione haitiana del 1987, e fu approvato dal Parlamento insediatosi in seguito all'elezione presidenziale di Haiti del 1988.
Egli fu deposto dal colpo di Stato del 20 giugno 1988.
Morì il 4 febbraio 2011.